# Tlaltecuhtli

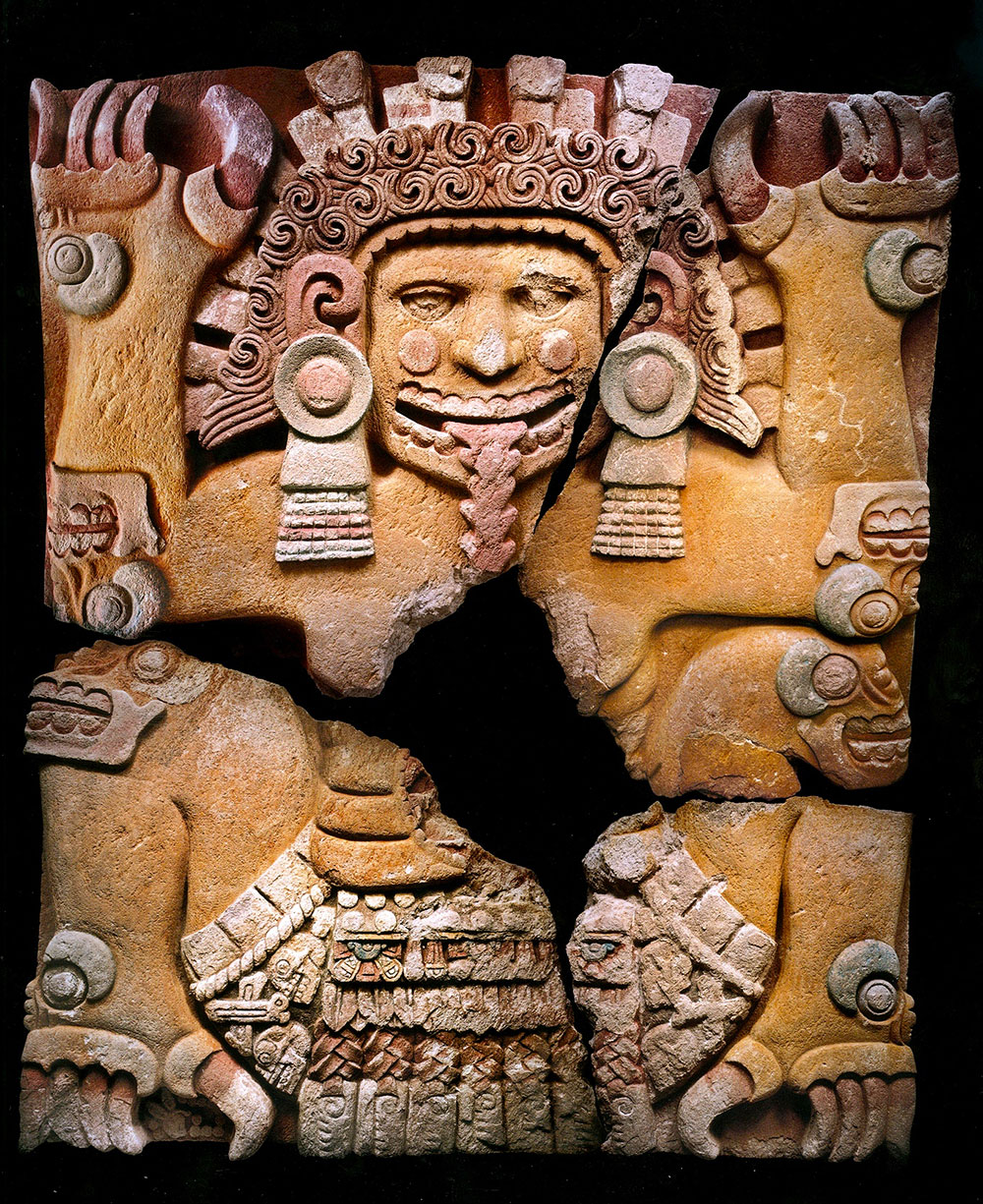
Tlaltecuhtli na monolitu z Tenochtitlánu

Tlaltecuhtli, v nahuatlu „pán země“, též Cipactl „ostnatá“, je aztécká bohyně spojovaná se zemí a plodností, které jako zdroji veškerého života byli obětováni lidé, především jejich srdce. Samotné jméno božstva je mužské, ale je zobrazováno v ženské podobě, je možné že jako některá jiná aztécká prvotní božstva je androgynní. Měla podobu tlusté ropuchy s velkými ústy, tesáky a drápy na nohou. Představa vodního monstra spojeného se stvořením světa navazuje na mayské náboženství klasického období a snad i náboženství Olméků. Mýtem o jejím zabití a stvoření světa z jejího těla se podobá kosmickým obrům z jiných mytologií.
Podle aztéckého mýtu o vzniku pátého světa, tedy současného, bohové Quetzalcoatl a Tezcatlipoca sestoupili z nebes v podobě obřích hadů a nalezli Tlaltecuhtli sedící na břehu oceánu, která je výhružně vyzývala aby jí přinesli maso na kterém by mohla hodovat. Bohové došli k závěru že svět s takovým monstrem nemůže prospívat a proto ji roztrhli vedví a z horní poloviny učinili nebesa, z dolní pak zemi. Ostatní bohové nebyli spokojení s tím jak dvojice s Tlaltecuhtli naložila a z různých částí jejího těla vytvořili různé části nového světa: z kůže trávu, z vlasů stromy a byliny, z očí prameny, z nosu kopce a údolí, z ramen pohoří a z úst jeskyně a řeky. Také se věřilo že Tlaltecuhtli každý večer polyká slunce a každé ráno jej vyzvrátí.